# Orona
Orona, o també illa Hull, és una de les illes Fènix, a la república de Kiribati. És deshabitada.

## Geografia
És un atol amb una superfície emergida de 3,9 km² i una llacuna interior de 30 km² i 10 m de profunditat. Els peixos són abundants tant a la llacuna com als esculls.

## Història
A l'illa s'hi troben ruïnes de temples polinesis, encara que històricament no s'hi ha trobat una població estable.
El nord-americà Charles Wilkes del USS Vincennes en fixà la seva posició, el 26 d'agost de 1840 i li va posar el nom d'un dels seus oficial, Isaac Hull. El capità va quedar sorprès al trobar a l'illa un francès i onze tahitians que havien sigut abandonats feia cinc mesos per a caçar tortugues.